# 헬레니즘 점성술
헬레니즘 점성술(Hellenistic astrology)은 주로 서력기원전 2세기 후반이나 서력기원전 1세기 초반에 그리스어(또는 때때로 라틴어)로 문헌이 작성된 헬레니즘 이집트와 지중해 연안에서 발전되고 실천된 천궁도 점성술의 한 전통이다. 헬레니즘 시대는 분명 서력기원 초기에 끝났음에도 불구하고, 초기 헬레니즘 시대 동안에 발전된 점성술의 유형은 서력기원후 6세기나 7세기까지 본질에 있어서 그것의 본래의 형식으로 실천되었고, 그러므로 일반적으로 '헬레니즘 점성술'이라고 칭한다.

## 역사
더 나중에 아시아와 유럽 그리고 중동에서 발전된 점성술의 많은 기원은 서력기원전 제2천년기 중반경에 편찬되기 시작한 고대 바빌로니아와 천체 전조에 대한 그들의 체계에서 찾아볼 수 있다. 이 체계는 나중에 바빌로니아를 통해 직접적 혹은 간접적으로 중국과 그리스와 같은 다른 지역들로 퍼졌고, 선재하던 토착 점성술의 유형에 융합되었다. 그것은 처음에 서력기원전 4세기 중반에 에 처음 유입되었고 그후에 알렉산드로스의 정복 이후 서력기원전 2세기 후반이나 서력기원전 1세기 초반에 바빌로니아 점성술은 십분각 점성술(decan, 데칸)의 이집트의 전통과 혼합되어 천궁도 점성술(horoscopic astrology)을 탄생시켰다. 이전의 전통과는 달리 이 체계는 그리스어로 오로스코포스(horoskopos, "시간 표시점")라고도 알려진 상승점과 그것으로부터 파생된 천체의 열두 하우스의 사용을 채택했기 때문에, '천궁도 점성술'이라는 명칭이 붙여졌다. 출생 순간의 행성과 항성의 위치로부터 비롯된 개인의 출생 차트(natal chart)에 초점을 맞추는 것은 헬레니즘 점성술의 전통에서 만들어진 가장 분명한 기여와 주안점의 변경을 대표한다. 이 새로운 형식의 점성술은 고대 세계의 유럽과 중동 전역으로 빠르게 퍼져나갔다.
이러한 점성술의 복잡한 체계는 나중에 다소의 근본적인 변화가 이 체계의 핵심에서 일어난 범위로 발전되었고, 헬레니즘 시대에 발전된 천궁도 점성술과 동일한 많은 요소는 현대에 점성가들에게 여전히 사용된다.

## 신화적 기원
몇몇의 헬레니즘 점성가들은 이것의 창조를 헤르메스 트리스메기스투스라는 이름의 신화적 현자에게 돌린다. 헤르메스는 바빌로니아와 이집트로부터 이어진 점성술의 체계로부터 이 분야 또는 이것의 발전의 기반을 이루는 몇몇 주요 문헌에 서술되어왔다고 한다. 여러 작가들이 하우스들과 그것들의 의미에 대한 개요를 작성하는데 있어서 헤르메스를 최초의 인물로 인용하는데, 따라서, 하우스 체계는 헬레니즘 전통의 아주 초기로 거슬로 올라간다고 여겨지며, 실제로, 그것은 헬레니즘 점성술과 바빌로니아 점성술 및 세계의 다른 지역들에서 유래한 다른 천궁도 점성술의 형태들을 구분하는 주요한 정의 요소들 가운데 하나이다. 그후에, 이러한 천궁도 점성술의 체계는 헤르메스 문헌들 중 일부에서 전해지는 아스클레피오스라는 이름의 또 다른 신화적 존재로 이어졌다.
피르미쿠스 마테르누스에 따르면, 이어서 이 체계는 네켑소라는 이름의 이집트 파라오와 그의 사제 페토시리스에게 물려졌다고 한다. 그들은 이 체계를 해설한 몇몇 주요 서적에 기록되어 있다고 하며, 그것은 후일에 많은 헬레니즘 점성가들이 발췌하여 직접적으로 인용한 문헌으로부터 유래했다. 이 체계는 후일의 천궁도 점성술의 모든 형식의 기초를 만들었다.

## 헬레니즘 이집트의 점성술
서력기원전 532년에 이집트는 페르시아에게 정복되었으므로, 이집트 점성술은 다소 메소포타미아의 영향을 받아온 듯 하다. 그러한 잇점을 주장하는 바턴은 두 개의 별자리가 포함된 황도대에 메소포타미아의 영향력이 나타난 실례를 제시했다.: 그 별자리는 덴데라 황도대에 있는 증거로써 저울과 전갈이다.(그리스어 번역본에서 저울은 전갈의 집게발로 알려져 있다.)
기원전 332년에 알렉산드로스 대왕에 의해 점령된 이후에, 이집트는 그리스의 통치와 영향력 하에 들었다. 그러한 점령 이후에 알렉산드로스에 의해 알렉산드리아 시가 걸립되었고, 기원전 3세기와 2세기 동안의 알렉산드리아의 학자들은 다작 작가들이었다. '알렉산드리아의 이집트'에서 바빌로니아 점성술이 이집트의 십분각 점성술의 점통과 혼합되어 천궁도 점성술을 탄생시켰다. 이것은 행성의 고양과 별자리의 삼궁 그리고 식의 중요성의 체계가 있는 바빌로니아의 황도대를 포함한다. 그리고, 이것은 황도대를 각각 10도씩 36 개의 데칸으로 분할하고 상승데칸을 강조하는 이집트식 개념과 행성의 신들과 별자리의 주인지위 그리고 사원소의 그리스식 체계와 통합되었다.
데칸은 별자리에 따르는 시간 측청 체계이다. 그것들은 소티스 또는 시리우스 별자리가 이끈다. 야간의 십분각의 상승은 야간을 '시'로 분할하는데 사용되었다. 일출 바로 직전의 별자리의 상승(태양과 함께 상승)은 밤의 마지막 시로 여겨졌다. 한 해 동안, 각각의 별자리는 열흘씩 일출 바로 직전에 떠올랐다. 그것들이 헬레니즘 시대의 점성술의 일부가 되었을 때, 각각의 데칸은 황도대의 10도씩에 해당되었다. 기원전 2세기로부터 유래한 문헌들은 특정 테칸 특히, 소티스의 상승 때의 황도대에 있는 행성의 위치와 연관된 예언이 수록되어 있다.
특히 천궁도의 점성술의 발전에 있어서 중요한 사람은 이집트의 알렉산드리아에 살던 점성가이자 천문학자인 프톨레마이오스이다. 이집트에서 발견된 가장 초기의 황도대는 기원전 1세기의 연대를 가지는 덴데라 황도대이다.
피르미쿠스 마테르누스(4세기)에 따르면, 천궁도 점성술의 체계는 앞서서 네켑소라는 이름의 이집트 파라오와 그의 사제 페토시리스에게 제안되었다. 헤르메스주의의 문헌들이 이 기간에 편찬되기도 했고, 로마 시대에 알렉산드리아의 클레멘스는 그의 저서에서 이집트의 제례에 대한 그의 묘사에서 점성가들이 그 문헌들에 관한 지식을 갖고 있었다고 예상되는 정도를 규명했다.

마크로비우스에 의해 알려진 테마 문디

이것은 주로 그들의 제례 의식에서 나타난다. 먼저 음학의 어떤 상징 하나를 들고 있는 가수가 나아간다. 그들은 반드시 두 가지의 헤르메스 서적을 공부해야 하는데, 그것들 중 하나는 신들의 찬가를 포함하며, 두 번째 것은 왕의 생활 규정이다. 그리고 가수가 손에 시계와 야자나무 그리고 점성술의 상징을 들고 있는 점성술사에게 다가간 후. 그는 반드시 모두 네 권의 헤르메스 서적을 언제나 그의 입에 지니고 있어야 한다.

## 그리스의 점성술
알렉산드로스 대왕에 의한 아시아 정복은 그리스인들을 시리아와 바빌론, 페르시아 그리고 중앙아시아의 문화와 우주론적 관점에 노출시켰다. 그리스어는 지적 의사소통의 국제 언어로써 쐐기 문자를 추월했고, 그러한 과정의 일부는 쐐기 문자에서 그리스어로의 점성술의 전달이었다. 서력기원전 280년경의 어느 때에, 벨의 사제 베로수스는 그리스인들에게 점성술과 바빌로니아의 문화를 가르치기 위해서 바빌로니아에서 그리스의 코스 섬으로 이주했다. 그렇게, 켐피온이 부르기를 점성술의 "혁신적인 에너지"가 동양에서 그리스와 이집트의 헬레니즘 세계로 이동했다. 캠피온에 따르면, 동양으로부터 도래한 점성술은 새로운 점성술의 다른 형태들을 지닌 그것의 복잡성이 특징이었다고 한다. 서력기원전 1세기에는 점성술의 주가지 종류가 존재 했는데, 하나는 과거와 현재 그리고 미래를 정확한 세목을 정립하기 위하여 천궁도의 해석을 요했고, 다른 것은 축어적으로 '신의 일'을 뜻하는 바법의 존재였고, 별을 향한 영혼의 상승이 강조되었다. 그것들은 상호 배타적이 아녔지만, 전자는 인생에 대한 정보를 추구했고, 후자는 점성술이 신과의 대화의 형식으로 역할한다는 점에서, 개인적 변화와 관계가 있었다.

## 로마의 점성술
다른 많은 것들과 마찬가지로, 그리스의 영향으로 인해 점성술도 로마에 전해졌다. 그리스인들과 로마인들 사이에서 바빌로니아 또는 칼데아는 점성술과 동일시되어 "칼데아의 지혜"가 행성과 항성을 통한 점술의 동의어가 되었다. 분명히, 황제 티베리우스는 출생 때의 그에 대해 예언된 운명을 알고 있었고, 그러므로 주변에 멘데스의 트라실리우스와 같은 점성가들을 두었다. 유베날리스에 따르면 '천체력에 먼저 자문을 구하지 않고서는 사람들 있는데 나타나거나, 식사하거나 목욕할 수 없는 사람들이 있다.'고 했다. 다른 한편으로는, 클라우디오스는 점술에 호의적이었고, 점성가들은 로마의 출입이 통제되었다. 그 당시에, 칼데아인들이 때때로 협잡꾼으로 그리고 거의 고의적인 속임수로 의심을 받았다고 알려졌던 것은 아마도 놀랄 일이 아닌 듯하다.

## 전달
헬레니즘 점성술은 서력기원덩 2세기부터 유럽이 중세에 접어들던 서력기원후 7세기까지 실천되었다. 그후, 점성술은 7세기부터 13세기까지 이슬람 제국 안에서 활동하던 개인들에 의해서 이어지며 더 발전해 나갔다.

## 같이 보기
- 레토리우스
- 바빌로니아 점성술
- 베티우스 발렌스
- 시돈의 도로세우스
- 율리우스 피르미쿠스 마테르누스
- 테베의 헤파이시오
- 테트라비블로스
- 클라우디오스 프톨레마이오스
- 파울루스 알렉산드리누스
- 페토시리스 토 네켑소

## 참고 문헌

### 인용
1. ↑  Pingree (1997) p.26.
2. ↑  Firmicus (4th cent.) VI: Introduction, p.118.
3. ↑  Barton (1994) p. 24.
4. ↑  Holden (1996) pp. 11-13.
5. ↑  Barton (1994) p. 20.
6. ↑  Smith, William, 편집. (1870). 〈Petosiris〉. 《Dictionary of Greek and Roman Antiquities》. 2013년 1월 28일에 원본 문서에서 보존된 문서. 2013년 3월 27일에 확인함.
7. ↑  Roberts (1906) p.488.
8. ↑  Macrobius Commentary on Scipio's Dream, book 1, ch. 21; Macrobius presents it as 'Egyptian' lore.
9. ↑  Campion (2008) p. 173.
10. ↑  Campion (2008) p. 84.
11. ↑  Campion (2008) pp. 173-174.
12. ↑  Parkers (1983) p.16.

### 자료
- Barton, Tamsyn, 1994. 《Ancient Astrology》. Routledge. ISBN 0-415-11029-7.
- Campion, Nicholas, 2008. 《The Dawn of Astrology: A Cultural History of Western Astrology - The Ancient and Classical Worlds》. Continuum. ISBN 978-1-84725-214-2.
- Maternus, Julius Firmicus, 4th century. 《Matheseos libri VIII 》. 번역: Jean Rhys Bram, 《Ancient astrology theory and practice》, Noyes Press, 1975. 재출판: Astrology Center of America, 2005. ISBN 978-1-933303-10-9.
- Holden, James Herschel, 1996. 《A history of horoscopic astrology》. American Federation of Astrologers, Inc. ISBN 978-0-86690-463-6.
- Parker, Derek and Julia, 1983. 《A history of astrology》. Deutsch. ISBN 978-0-233-97576-4.
- Pingree, David Edwin, 1997. 《From astral omens to astrology: from Babylon to Bīnāker》. Istituto italiano per l'Africa et l'Oriente (Serie orientale Roma).
- Roberts, Reverend Alexander (translator) 1906. 《The Ante-Nicene Fathers: The Writings of the Fathers Down to A.D. 325 Volume II - Fathers of the Second Century - Hermas, Tatian, Theophilus, Athenagoras, Clement of Alexandria》. W. B. Eerdmans Pub. Co. Republished: Cosimo, Inc., 2007. ISBN 978-1-60206-471-3)